# Italochrysa deqenana
Italochrysa deqenana är en insektsart som beskrevs av C.-k. Yang 1986. Italochrysa deqenana ingår i släktet Italochrysa och familjen guldögonsländor. Inga underarter finns listade i Catalogue of Life.